# Trójdźwięki
Trójdźwięki – dwupłytowy album koncertowy zespołu Voo Voo nagrany w studio „Trójki”. Na drugiej płycie zarejestrowano koncert, który odbył się 15 lipca 2000 z gościnnym udziałem zespołu Buriatów i królewieckiego chóru Matica, pierwsza płyta zawiera zapis koncertu promującego płytę Voo Voo z kobietami. Autorem fotografii jest Mirek Olszówka, a grafikę zaprojektował Jarek Koziara.

## Lista utworów
źródło:.
CD 1
1. „Ćma” – 4:38
2. „Turczyński” – 6:15
3. „Moja broń” – 4:32
4. „Zejdź ze mnie” – 5:39
5. „Odpływ” – 5:38
6. „Nim stanie się tak...” – 6:34
7. „Głęboko w duszy” – 6:19
8. „Czas pomyka” – 4:21
9. „Bo Bóg dokopie nam” – 4:32
10. „Klucz” – 5:39
11. „Tupot” – 8:11

CD 2
1. „Dabesenam 1” – 4:24
2. „Dabesenam 2” – 5:03
3. „Dabesenam 3” – 5:42
4. „Matica 1” – 4:07
5. „Matica 2” – 3:30
6. „Matica 3” – 5:05
7. „Matica 4” – 2:42
8. „Matica 5” – 4:17
9. „Ajałaga 1” – 4:45
10. „Ajałaga 2” – 4:19
11. „Ajałaga 3” – 4:54

## Skład
źródło:.
- Wojciech Waglewski – gitara, śpiew
- Mateusz Pospieszalski – akordeon, flet, saksofon, darabuka, śpiew
- Mamadou Diouf – śpiew
- Karim Martusewicz – gitara basowa
- Piotr „Stopa” Żyżelewicz – perkusja

gościnnie
- Ajałga
- Dabesman
- Chór Matica

## Sprzedaż
| Lista | Kraj   | Pozycja |
| ----- | ------ | ------- |
| OLiS  | Polska | 33      |